# Новомартыновский
Новомарты́новский — посёлок в Мартыновском районе Ростовской области.
Административный центр Рубашкинского сельского поселения.

## История
Указом Президиума Верховного Совета РСФСР от 24 февраля 1988 года Посёлку центральной усадьбы Мартыновского зерносовхоза присвоено наименование Новомартыновский.

## Население
| 2010 |
| ---- |
| 255  |

## Улицы
- ул. Думенко,
- ул. Зелёная,
- ул. Спортивная,
- ул. Степная,
- ул. Школьная.